# 梅州 (古代)
梅州，北宋时设置的州。
开宝四年（971年）改敬州为梅州，属广南东路，治所在程乡县（今广东省梅州市），辖境相当今广东省梅州市梅江区、梅县区、平远、蕉岭等市区县地。熙宁六年（1073年）废，元丰五年（1082年）复置。南宋绍兴六年（1136年）再废，十四年（1144年）复置。
元朝至元十六年（1279年）升为梅州路，二十三年（1286年）復降为梅州。明朝洪武二年（1369年）四月，废梅州，程乡县转属潮州府。
清雍正十一年（1733年），升潮州府程鄉縣嘉應直隸州，原梅州轄境均改隸嘉應州屬。